# Яннеби
Яннеби (нем. Janneby) — община в Германии, в земле Шлезвиг-Гольштейн. 
Входит в состав района Шлезвиг-Фленсбург. Подчиняется управлению Эггебек.  Население составляет 453 человека (на 31 декабря 2010 года). Занимает площадь 14,49 км².
Коммуна подразделяется на 3 сельских округа.